# 筒井嘉隆

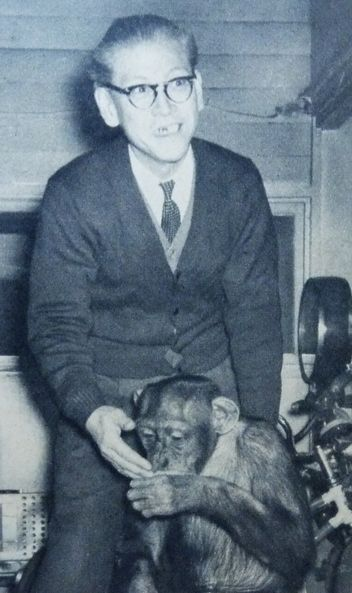
1956年

筒井 嘉隆（つつい よしたか、1903年2月19日 - 1989年4月17日）は、日本の動物学者で自然保護活動家。血液型はA型。

## 人物
藍問屋の三男として大阪市西区北堀江に生まれ育つ。旧制桃山学院中学校から旧制第三高等学校理科甲類を経て、1924年、京都帝国大学理学部動物学科に入学。京都帝国大学大学院修了まで川村多実二教授に師事する。
1932年から大阪市の吏員として大阪市天王寺動物園に勤務する。「（動物園は）興行師的立場を捨て去り、一般大衆に迎合することなく動物学的な高所に立って、市民を導いてゆかなければならない」という1936年の発言に、学者としての筒井の姿勢がよくあらわれている。1945年から1946年まで天王寺動物園園長。のち大阪市教育局社会教育課に転属し、1950年の自然科学博物館設置条例制定に貢献する。1952年、大阪市立自然科学博物館（現在の大阪市立自然史博物館）設立とともに初代館長に就任、1965年までこの地位にあった。日本野生生物基金、日本野鳥の会などの役員を歴任し、のち芦屋大学教授に就任。生態学を講義するとともに、社団法人大阪自然環境保全協会、淀川の自然を守る会、生き物趣味の会などを設立し会長を務めた。「鳥の棲めないところに人間は住めない」をモットーとし、生涯を動植物の保護と自然環境の保全に尽くした。戦後日本における自然保護運動の先駆的学者である。
天王寺動物園園長時代、空襲で猛獣が檻から逃げ出す危険性が指摘され殺さざるを得なくなったが、食糧事情の悪い時代であり「どうせ殺すなら食べてあげたほうがいい」と料理して食べた。これがきっかけとなり、以後「ゲテモノ（悪食）趣味の会」を主宰し、松毛虫(マツカレハの幼虫)、なめくじ、ゴキブリ、ニホンザル、クジラのペニスやホーデンなどを食べ、その都度、味わい、安全性、栄養価値などを動物学者として報告し話題となった。

## 家族
妻の八重（旧姓：田宮）との間に4人の息子がいる。
- 長男：康隆 - SF作家でホリプロ所属タレント。
- 次男：正隆 - 株式会社レンゴー営業部長在職中に病没。
- 三男：俊隆（下條姓） - 電通元上席常務執行役員。
- 四男：之隆 - 読売新聞大阪本社を経て、日清食品入社。広報部長、宣伝部長、マーケティング部長の後、常務取締役、現エグゼクティブアドバイザーで「安藤百福発明記念館 横浜」（愛称：カップヌードルミュージアム 横浜）館長。

嘉隆と長男の康隆との親子関係は必ずしも良好でなかったといわれる。康隆のいくつかの作品で父について書かれているが、それらにもそのことが反映している。しかし、康隆が同人誌『ヌル』を発刊した際には、トカラ列島や南太平洋学術調査など自らのフィールドワークについてしたためた原稿を寄稿したり（同誌は筒井4兄弟が小説やカットを執筆する、異例の家族同人誌として評判を呼んだ）、康隆が『私説博物誌』を新聞連載した際に動物学者として監修を務めるなど協力した。

## 著書
- 町人学者の博物誌（河出書房新社、1987年1月、ISBN 4-309250386）